# Sông Cầu Nhị
Sông Cầu Nhị là một con sông đổ ra Sông Ô Lâu. Sông có chiều dài 23 km và diện tích lưu vực là 52 km². Sông Cầu Nhị chảy qua các huyện Hải Lăng, tỉnh Quảng Trị và huyện Phong Điền, tỉnh Thừa Thiên Huế, Việt Nam.